# Jonna Berggren
Jonna Berggren, född 1968, är en svensk författare som skriver fantasy för barn och ungdom. Hon har fram till 2011 utkommit med fyra böcker i serien Isporten.

## Författargärning
Berggren debuterade 2008 med barnboken Isporten del 1: Väktaren och stenarna, en fantasyroman som har den halländska orten Frillesås som skådeplats. Huvudpersonerna i boken heter Johanna och Mads, och de går i samma klass på Frillesåsskolan. På skolan finns också klassmorfar Ingvar, som även är väktare av Isporten. Ingvar har länge letat efter någon med de egenskaper som krävs för att kunna använda Isporten och ta sig till Islandet. I boken är vår värld och Islandet beroende av varandra, och om Isporten går förlorad kan det få oanade konsekvenser för båda världarna. Ingvars hopp tänds när han träffar Johanna och Mads.
I Isporten del 2: Trolldräparen förflyttas handlingen till fantasyvärlden Islandet.
De fyra första titlarna i serien Isporten gavs ut på Olika förlag under åren 2008-2011. Därefter har Jonna Berggren själv låtit trycka en ny upplaga av Isporten del 1: Väktaren och stenarna (2013).
Tre av omslagen är illustrerade av Maria Sandberg.
Jonna Berggren är medlem i Barnboksnätet och är en av de två författare som sitter i redaktionen för Barnboksnätets blogg.

## Övrigt
Jonna Berggren har arbetat som lärare i naturvetenskap, biologi och bioteknik. Hon har en magisterexamen i biologi (med inriktning på genetik) från Göteborgs universitet, och är även utbildad ämneslärare.